# Da war ein Glanz in seinen Augen
Da war ein Glanz in seinen Augen ist ein von Freddy Quinn komponierter und 1982 veröffentlichter Schlager, dessen Text von Curt Weiner geschrieben worden war.

## Entstehung
Die Musik des Liedes stammt von Freddy Quinn, den Text schrieb Curt Weiner. Bei der Gesellschaft für musikalische Aufführungs- und mechanische Vervielfältigungsrechte sind als Originalverlag die Esperanza Mv Frank Oldenburg e.K. und die Heider Music Production GmbH eingetragen. Der Arrangeur war Tibor Levay.

## Liedtext
Ein Mann wird besungen, der „dem Morgen entgegenfiebert“, auf den er „fast ein halbes Jahr warten musste“. Er habe sich dafür extra Urlaub genommen: „Die Besuche seines Sohnes waren kurz und rar“. Der Sohn kommt mit dem Taxi; sein kleiner Junge Christian stand vor ihm im Treppenhaus: „Da war ein Glanz in seinen Augen und dachte so für sich: ‚Es war doch wunderbar, als wir mit ihr und seinem Jungen unsagbar glücklich waren.‘ Da war ein Glanz in seinen Augen, und er hoffte so sehr, sie kommt zu ihm zurück, und er hoffte, sie kommt zu ihm zurück“. Beim Tee versuchte der Vater zu scherzen und verschwieg seine Sehnsucht, was der Kleine jedoch erkannte und meinte: „Papa, ich habe dir gefehlt“. Er fragte, ob Mutter immer noch allein sei, was der Junge bejahte.

## Veröffentlichung
1982 veröffentlichte Freddy Quinn das Lied als B-Seite der Single Adios Maria. Das phonographische Copyright lag bei der Deutschen Grammophon GmbH und der Produzent war Joachim Heider. Die Veröffentlichung geschah unter der Rechtegesellschaft Gesellschaft für musikalische Aufführungs- und mechanische Vervielfältigungsrechte.
Da war ein Glanz in seinen Augen wurde im selben Jahr auf dem Studioalbum Und darum bin ich heute wieder hier veröffentlicht. Es erschien auf Kompaktkassette (Nummer: 2372 142) und Schallplatte (Nummber: 3151 142) in Deutschland, ebenfalls im Label Polydor. 2017 wurde dieses Album mit vier Bonusstücken unter dem ähnlichen Albumtitel …Und darum bin ich heute wieder hier auf Compact Disc in den Labels Polydor und Electrola (Nummer bei beiden Labels: 06025 57777352) im Rahmen der Serie Originale wiederveröffentlicht. Weiters war das Album Teil der Album-Box 2, die 2017 im Label Electrola in derselben Serie erschien. Die weiteren Alben waren Vorhang auf!, Tennessee Saturday Night, It’s Country Time und Country – Get Me Back to Tennessee sowie 16 Bonustitel.